# Emilio Lombardi
Emilio Lombardi (n. 1881 - d. 1956) a fost un scriitor maltez.
La vârsta de 15 ani Lombardi a început să scrie povești, și la vârsta de 19 ani a publicat prima sa carte. El a scris non-fictiune, dar  este mai bine amintit pentru romanele sale. Lombardi a scris romane pentru a invata oamenii, astfel încât cărțile sale sunt bune pentru toată familia, de la copii la adulți. 
În acea eră, limba malteză nu era scrisă în formatul de astăzi. După moartea sa, romanele lui Lombardi au fost republicate și re-editate în malteza moderna. A scris mai mult de 50 de ani, din 1896 până în 1946. Lombardi a fost un scriitor modest, și activitatea sa,  a descris-o ca fiind "ix-xogħol miżeru tiegħi" ( "munca mea mizera"). Pentru Lombardi, scrisul a fost un hobby, într-adevăr, la începutul lui cărților și romanelor, semnătura plictisea cu epitetul "id-delittant", adică de amatori.